# Ladarô làng Bêtania
Ladarô làng Bêtania là một nhân vật trong Kinh Thánh Tân Ước, xuất hiện tại Chương 11 của Phúc âm Gioan như một người bạn của Chúa Giêsu bị ốm nặng và sau đó chính Chúa Giêsu đã làm phép lạ giúp ông sống lại sau khi đã chết và được chôn trong mồ bốn ngày. Cuộc đời về sau của Ladarô không được Phúc âm Gioan nhắc đến, và do đó đã có nhiều truyền thuyết về cuộc đời ông.

## Chúa Giêsu giúp Ladarô sống lại
Việc Giêsu giúp ông Ladarô sống lại là phép lạ chỉ xuất hiện trong Phúc âm Gioan (11, 33-44) mà không có trong Phúc Âm Nhất Lãm. Ladarô được giới thiệu quê ở Bêtania, làng của hai chị em cô Mácta và Maria và bà Maria là chị của ông (Ga 11, 1-2). Khi Ladarô bệnh nặng, hai cô Mácta và Maria cho người đến nói với Đức Giêsu: "Thưa Thầy, người Thầy thương mến đang bị đau nặng". (Ga 11, 2-3) Nghe vậy, Đức Giêsu bảo: "Bệnh này không đến nỗi chết đâu, nhưng là dịp để bày tỏ vinh quang của Thiên Chúa: qua cơn bệnh này, Con Thiên Chúa được tôn vinh". (Ga 11, 4).
Khi Đức Giêsu đến làng Bêtania cách Giêrusalem không đầy ba cây số, thì Ladarô đã chôn trong mồ được bốn ngày rồi (Ga 11, 17-18). Vừa được tin Đức Giêsu đến, bà Mácta liền ra đón. Bà Mácta nói với Đức Giêsu "Thưa Thầy, nếu có Thầy ở đây, em con đã không chết" (Ga 11, 21) và Đức Giêsu đã đáp lại "Em chị sẽ sống lại" (Ga 11, 23) và "Chính Thầy là sự sống lại và là sự sống. Ai tin vào Thầy, thì dù đã chết, cũng sẽ được sống. Ai sống và tin vào Thầy,
sẽ không bao giờ phải chết." (Ga 11, 25-26)